# Agnieszka Dziemianowicz-Bąk

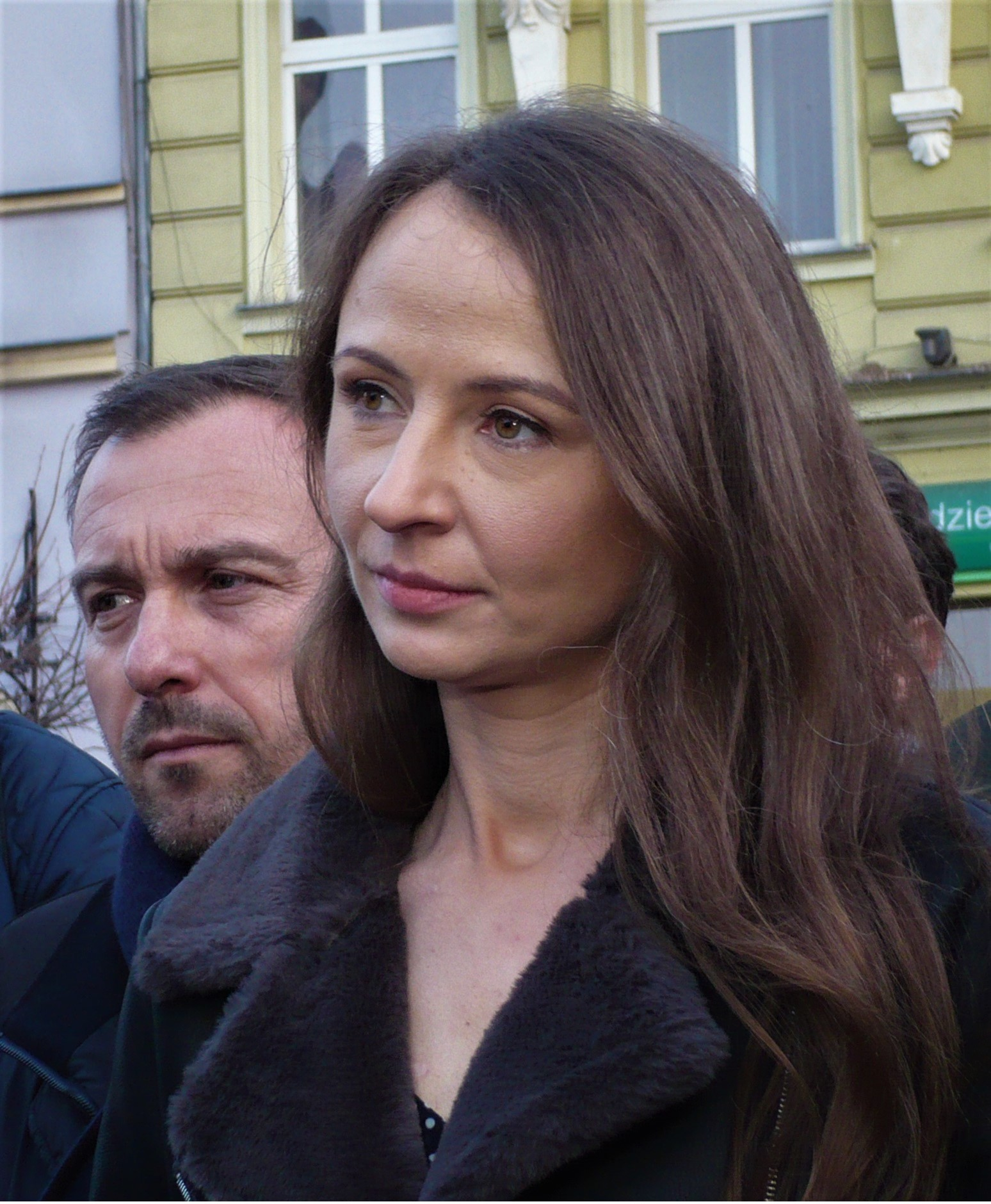
Agnieszka Dziemianowicz-Bąk

Agnieszka Ewa Dziemianowicz-Bąk (* 20. Januar 1984 in Breslau, damals VR Polen) ist eine polnische Politikerin und soziale Aktivistin, Sejm-Abgeordnete der 9. Legislaturperiode, von Dezember 2015 bis Februar 2019 Vorstandsmitglied der linksgerichteten Partei Razem („Gemeinsam“). Seit dem 13. Dezember 2023 ist sie im Kabinett Tusk III Ministerin für Familie, Arbeit und Soziales der Republik Polen.
Im September und Oktober 2016 war sie Mitorganisatorin einer Reihe von landesweiten Frauendemonstrationen gegen einen Gesetzentwurf zur Verschärfung des Abtreibungsrechts in Polen, der „Schwarzen Proteste“, an denen ca. 98.000 Personen in 118 Städten teilnahmen. Foreign Policy reihte Dziemianowicz-Bąk zusammen mit Barbara Nowacka für dieses Engagement unter die „Top 100 Global Thinkers“ im Jahre 2016 ein. Bei den Parlamentswahlen am 13. Oktober 2019 wurde sie im Wahlkreis Breslau mit 14 257 Wählerstimmen zur Sejm-Abgeordneten der 9. Legislaturperiode gewählt.